# Rybníček (Bernartice)

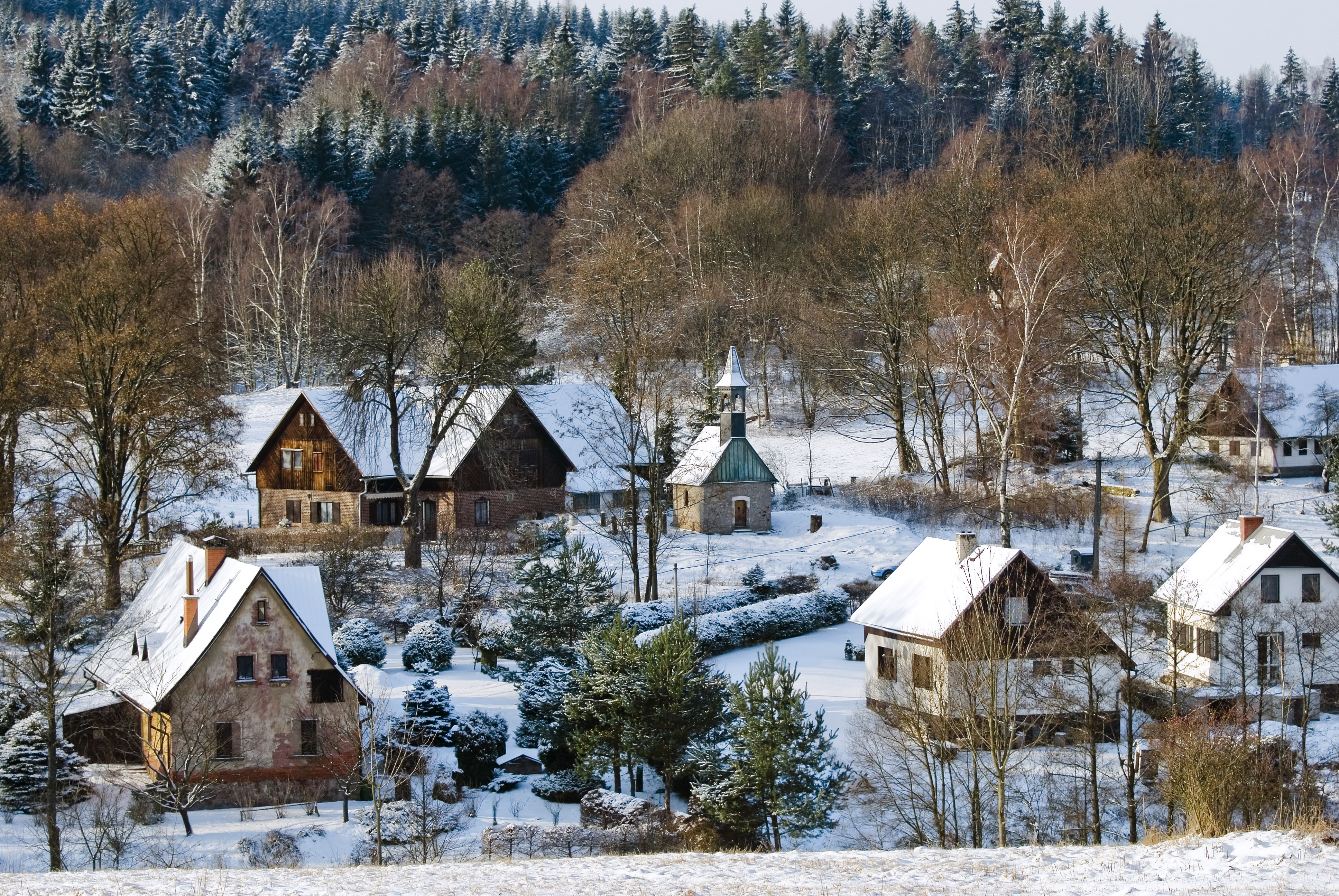
Ortsansicht

Rybníček (deutsch Teichwasser) ist eine Grundsiedlungseinheit der Gemeinde Bernartice in Tschechien. Sie liegt neun Kilometer nordöstlich des Stadtzentrums von Trutnov an der Grenze zu Polen und gehört zum Okres Trutnov.

## Geographie
Rybníček befindet sich südlich des Rabengebirges (Vraní hory) in der Bernartická vrchovina (Bernsdorfer Hügelland) am Oberlauf der Ličná (Litschenbach). In das Dorf führt eine Stichstraße von Bernartice. Nördlich erheben sich der Královecký Špičák (Spitzberg, 881 m n.m.), der Kozlík (Kutschberg, 788 m n.m.) und der Mravenčí vrch (Ameisenberg, 837 m n.m.), im Nordosten die Dlouhá stráň (Lange Lehne, 752 m n.m.) und die Pliszczyna (Fleischerberg, 743 m n.p.m.), östlich der Bečkovský kopec/Bogoria (Geislerberg, 645 m n.p.m.) und der Buczak (Buchenberg, 587 m n.p.m.), im Süden der Janský vrch (Johannesberg, 697 m n.m.) sowie westlich der Hony (Kreuzweg, 625 m n.m.).
Nachbarorte sind Bečkov und Uniemyśl im Nordosten, Okrzeszyn im Osten, Petříkovice im Süden, Debrné im Südwesten, Zlatá Olešnice im Westen sowie Malý Křenov, Křenov und Bernartice im Nordwesten.

## Geschichte
1703 ließen die Schatzlarer Jesuiten auf den Fluren des Potschendorfer Meierhofes am Litschenbach einen Teich errichten. In dessen Umgebung  ließen sie eine kleine Ansiedlung anlegen, die den Namen Teichwasser erhielt.
1790 standen in Teichwasser 22 Häuser.
Im Jahre 1833 bestand das am Wienbusch im Königgrätzer Kreis gelegene Dorf Teichwasser aus 25 Häusern, in denen 151 deutschsprachige Personen lebten. Im Ort gab es eine Mühle; der Teich existierte zu dieser Zeit schon nicht mehr. Das Dorf war nach Bernsdorf eingepfarrt, Schulort war Potschendorf. Die älteste schriftliche Erwähnung der Kapelle erfolgte 1837. Die meisten der Einwohner waren Chalupner, die von der Weberei lebten. Die Besitzer der zehn Häuser, zu denen ein geringer Grundbesitz gehörte, betrieben Viehzucht. Das Zentrum des Dorfes bildeten die Kapelle und ein großes Wirtshaus, in dem sich die Pilger auf dem Weg zum Kreuzweg und Wundbrunnen am Johannesberg bei Petersdorf stärkten. Bis zur Mitte des 19. Jahrhunderts blieb das Dorf der Herrschaft Schatzlar untertänig.
Nach der Aufhebung der Patrimonialherrschaften bildete Teichwasser ab 1849 einen Ortsteil der Gemeinde Potschendorf/Bečkov im Gerichtsbezirk Schatzlar. 1868 wurde das Dorf dem Bezirk Trautenau zugeordnet. 1869 lebten in den 34 Häusern von Teichwasser 202 Personen. Im Jahre 1900 bestand das Dorf aus 31 Häusern und hatte 146 Einwohner. Nach der Gründung der Tschechoslowakei erhielt der Ort 1921 mit Rybníček auch einen tschechischen Namen. Zu dieser Zeit hatte Teichwasser 110 Einwohner. In der Mitte der 1930er Jahre wurde am Kreuzweg eine Bunkerlinie des Tschechoslowakischen Walls errichtet. Nach dem Münchner Abkommen wurde das Dorf im Herbst 1938 dem Deutschen Reich zugeschlagen und gehörte bis 1945 zum Landkreis Trautenau.
Nach dem Ende des Zweiten Weltkrieges 1945 kam Rybníček zur Tschechoslowakei zurück und die deutsche Bevölkerung wurde vertrieben. 1950 wurden die Gemeinden Bečkov und Bernartice zu einer Gemeinde Bernartice zusammengeschlossen, damit wurde auch Rybníček zum Ortsteil von Bernartice. Zu dieser Zeit lebten in den 37 Häusern von Rybníček nur noch 26 Menschen. Im Jahre 1961 hatte Rybníček 14 Einwohner. 1970 wurde nur noch ein Haus zu Wohnzwecken genutzt, das Dorf hatte nur noch einen Einwohner. Die meisten der leerstehenden und verfallenen Häuser wurden abgerissen. Seit 1980 hat Rybníček keine ständigen Einwohner mehr. Im März 1980 verlor das entsiedelte Dorf den Status eines Ortsteils von Bernartice. Heute besteht Rybníček aus zwölf Häusern, von denen nur noch eines als Wohnhaus gilt.

## Ortsgliederung
Die Grundsiedlungseinheit Rybníček ist Teil des Katastralbezirkes Bečkov.

## Sehenswürdigkeiten
- Kapelle Mariahilf, errichtet um 1777, die beiden Glocken stammen von 1901. Die Kapelle wurde in der zweiten Hälfte des 20. Jahrhunderts dem Verfall überlassen und wird derzeit instand gesetzt[4]
- Bunker des Tschechoslowakischen Walls
- Bečkovský vodopad, Wasserfall an der Langen Lehne, nordöstlich des Dorfes an der polnischen Grenze